# 卡洛·艾羅迪
卡洛·艾罗迪（Carlo Airoldi，1869年11月21日—1929年6月18日）是意大利的马拉松运动员。他因徒步走到雅典参加1896年的奥林匹克运动会而闻名。

## 早年生活
艾罗迪出生于意大利奥里焦的一个农民家庭。他第一次参加马拉松比赛是在意大利的瓦雷泽。后来，在一场举办在法国马赛的国际马拉松比赛中，艾罗迪战胜了他当时的主要对手Louis Ortègue。1892年，艾罗迪分别赢得了都灵马拉松比赛和莱科马拉松比赛的冠军。1895年11月，艾罗迪又在巴塞隆纳的马拉松比赛中赢得了冠军并获得了2000比塞塔的奖金。一系列的冠军头衔令艾罗迪迅速成名，并且使他成为了那个时代里最重要的马拉松选手之一。

## 奥林匹克运动会
艾罗迪申请参加了1896年的雅典奥林匹克运动会，并且有很大的机会赢得冠军。艾罗迪获得了杂志社《脚踏车》的赞助。这家杂志社为他提供了参赛的经费，但由于提供的经费十分有限，艾罗迪只好决定走到雅典。他徒步经过了奥地利、土耳其、和希腊，为了准时到达雅典，他必须每天行走70公里。
艾罗迪从米兰一路走到了斯普利特，这期间他没有遇到任何麻烦。艾罗迪本打算先去克罗地亚海岸再去科托尔和克基拉岛。但不幸的是，他在抵达杜布罗夫尼克之前弄伤了自己的手，被迫在帐篷里休息了两天。后来，他登上了一艘去往帕特雷的奥地利客船。抵达帕特雷后，他继续步行去雅典。
经过了28天的艰苦旅程后，艾罗迪终于到达了雅典。但由于他曾在巴塞隆纳的马拉松比赛中获得过奖金，奥林匹克委员会认为他是职业运动员，从而没有参加奥林匹克运动会的资格。而在意大利，人们则认为不允许艾罗迪参加比赛，是因为东道主希腊想让他们国家的运动员赢得冠军，所以取消了艾罗迪的参赛资格。艾罗迪不接受奥林匹克委员会取消他参赛资格的决定，并且在奥运会结束后公开向马拉松冠军斯皮里宗·路易斯发出挑战，但路易斯没有接受。

## 晚年生活
奥运会结束后，艾罗迪多次试图打破路易斯的马拉松记录，但都没有成功。后来，他在瑞士结婚并且移居到了南美洲。